# 皇港修道院

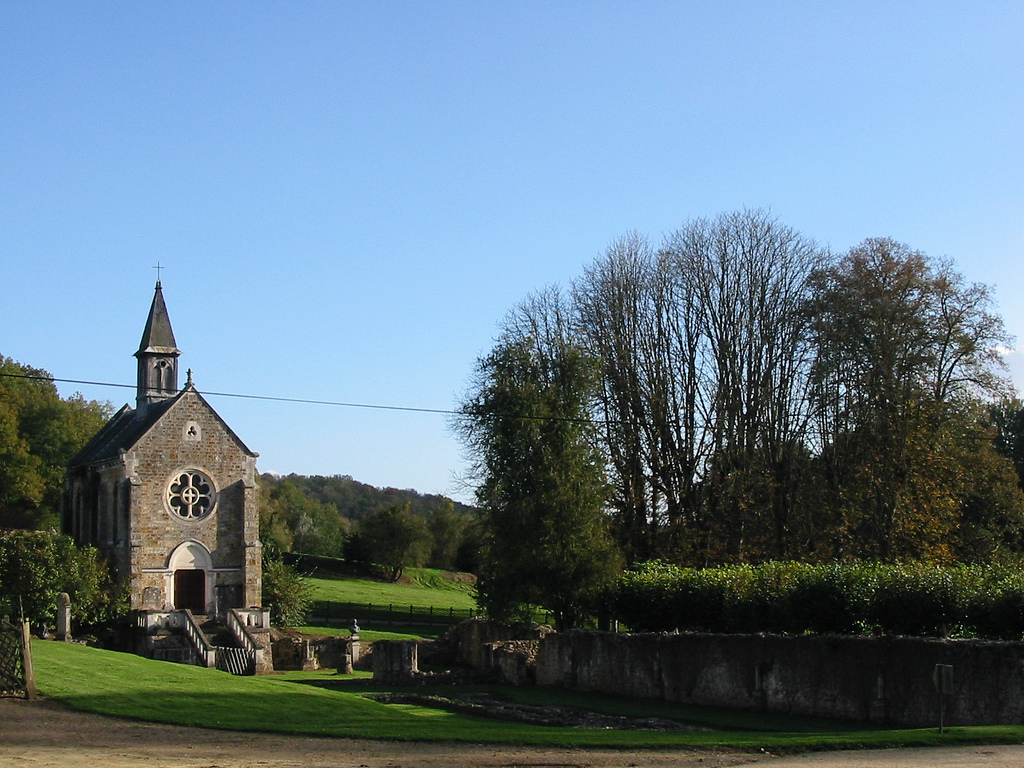
皇港修道院的照片

皇港修道院始建于1204年，位于巴黎西南的郊区，后来成为冉森教派聚集的大本营。17世纪，让·拉辛、布莱兹·帕斯卡等社会名流纷纷加入其中，使此地逐渐成为对世俗名利抗拒、对王权教权抗争的象征，路易十四时期与教宗联合打击冉森教派并且摧毁该地。